# Sebastián Piñera
Miguel Juan Sebastián Piñera Echenique (ur. 1 grudnia 1949 w Santiago, zm. 6 lutego 2024 w okolicach Ranco) – chilijski polityk i biznesmen, trzykrotny kandydat w wyborach prezydenckich (2005, 2009 i 2017), prezydent Chile w latach 2010–2014 i 2018–2022.

## Życiorys
Bratanek arcybiskupa Bernardina Piñery Carvallo. Był absolwentem ekonomii na Chilijskim Uniwersytecie Katolickim, posiadał tytuł doktora ekonomii, który obronił na Uniwersytecie Harvarda. Był właścicielem chilijskiej stacji telewizyjnej Chilevisión oraz akcjonariuszem linii lotniczych Lan Airlines, a także dyrektorem kilku chilijskich spółek. Piñera był jednym z najbogatszych chilijskich biznesmenów, jego majątek szacuje się na blisko 1,2 miliarda dolarów.
Zainteresował się polityką w 1988, kiedy to otwarcie wypowiedział się w sposób negatywny o rządzie w plebiscycie ogólnonarodowym. Po obaleniu dyktatury i reaktywowaniu demokracji, w 1989 kierował kampanią prezydencką Hernána Büchiego, byłego ministra finansów w wojskowym rządzie Pinocheta. Podczas tych samych wyborów, Piñera został wybrany senatorem, a wkrótce dołączył do centroprawicowej partii Odnowa Narodowa.
14 maja 2005 zadeklarował swój start w wyborach prezydenckich jako kandydat prawicowej koalicji Sojusz dla Chile. W pierwszej turze wyborów 11 grudnia zdobył 25,4% poparcia, co dało mu drugi wynik. W drugiej turze wyborów 15 stycznia 2006, zdobył 46,5% głosów, wybory wygrała przedstawicielka lewicy Michelle Bachelet.
W 2009 został kandydatem prawicowej Koalicji na rzecz Zmian w grudniowych wyborach prezydenckich. 13 grudnia 2009 odniósł zwycięstwo w I turze wyborów, zdobywając 44% głosów i pokonując kandydata lewicy, Eduardo Freia (30% głosów). 17 stycznia 2010 wygrał z Freiem w drugiej turze wyborów, zdobywając 51,6% głosów. Tym samym został pierwszym prawicowym prezydentem kraju od 1990.
Stanowisko prezydenta objął 11 marca 2010, kilkanaście dni po tragicznym trzęsieniu ziemi. Z tego powodu jednym z głównych celów jego gabinetu została odbudowa kraju ze skutków kataklizmu. Stwierdził, że jego gabinet nie chce być „rządem trzęsienia” lecz „rządem odbudowy”. Ceremonia zaprzysiężenia odbyła się w siedzibie Kongresu Narodowego w Valparaíso, gdzie na chwilę wcześniej doszło do silnych wstrząsów wtórnych.
Nie startował w kolejnych wyborach prezydenckich. W marcu 2014 złożył urząd, jego następczynią została Michelle Bachelet (ponownie po czteroletniej przerwie).
W 2017 po raz kolejny kandydował w wyborach na stanowisko prezydenta Chile. W pierwszej turze uzyskał 36,6% i przeszedł do następnej tury wyborów razem z centrolewicowym senatorem Alejandro Guillierem, który zdobył 22,7% głosów. W głosowaniu z 17 grudnia otrzymał 54,54% głosów, wygrywając ze swoim konkurentem i zapewniając sobie wybór po czteroletniej przerwie na kolejną kadencję, którą rozpoczął 11 marca 2018. 11 marca 2022 zakończył urząd prezydenta, oddając władze lewicowemu aktywiście Gabrielowi Boricowi.
Zginął 6 lutego 2024 w katastrofie śmigłowca, po tym jak kilka minut po starcie, helikopter Robinson R44 (rejestracja CC-PHP), który pilotował Piñera, uderzył w jezioro Ranco w prowincji El Ranco w regionie Los Ríos. Przez okolicę przeszła silna burza. Według La Nación, sam przeżył wypadek, ale stracił przytomność w wyniku uderzenia i nie był w stanie odpiąć pasów bezpieczeństwa; w rezultacie utonął. Pozostałe trzy osoby na pokładzie przeżyły. Jego ciało zostało później odnalezione przez chilijską marynarkę wojenną. Prezydent Chile Gabriel Boric zarządził trzydniową żałobę narodową.
Uroczystości pogrzebowe rozpoczęły się, gdy samolot chilijskich sił powietrznych (FACh) przewożący trumnę z ciałem byłego prezydenta Chile, wylądował na międzynarodowym lotnisku Arturo Merino Benítez w Santiago. Następnie Siły Powietrzne oddały honory, a kondukt udał się do siedziby Kongresu Narodowego, gdzie przez dwa dni obywatele oddawali hołd. Następnie szczątki zostały przeniesione do katedry metropolitalnej w Santiago na mszę pogrzebową. Po mszy szczątki zostały przewiezione na cmentarz Parque del Recuerdo w celu prywatnego pochówku w krypcie rodziny Piñera, z hołdem złożonym w pałacu La Moneda przez straż pałacową i prezydenta Borica po drodze.